# Kražiai
Kražiai est une petite ville de Lituanie, située dans le district de Kelmė de l'apskritis de Šiauliai. Elle est arrosée par la rivière Kražantė, et se trouve à 16 km à l'ouest de Kelmė. Elle comptait 784 habitants en 2001.

## Histoire
Kražiai est l'une des anciennes localités de Samogitie. De nombreux tumuli funéraires et hauteurs fortifiées se trouvent dans les environs. Le nom de la localité est mentionné pour la première fois dans un document de 1257 du roi Mindaugas, par laquelle une partie de la Samogitie est cédée à l'Ordre Teutonique. Vytautas le Grand durant ses premières années de la domination Samogitie cédé à l'Ordre, le régent, il nomma vécu dans Kražiai. Après la bataille de Grunwald, en 1410, quand la Samogitie recouvra sa liberté, Kražiai devint le centre d'un district. Au XVIIe siècle, Kražiai devint l'un des centres catholiques du pays, où l'on trouvait plusieurs monastères et un collège des jésuites.
Après le transfert du lycée à Kaunas, en 1842, et en raison d'un incendie dévastateur l'année suivante, la ville déclina. La construction de la voie ferrée Libau – Romny, en 1880, accentua encore son marasme et de nombreuses familles émigrèrent aux États-Unis, en Afrique et en Australie.
La ville est connue en Lituanie comme site du « massacre de Kražiai » de 1893. Dans le cadre de sa campagne contre le nationalisme lituanien appuyé sur le catholicisme, le gouvernement russe décida d'y démolir l'église du monastère catholique. Après le rejet des pétitions pour sauver l'église, les gens commencèrent à se rassembler dans l'église pour empêcher l'enlèvement d'objets sacrés. Cela alarma le gouverneur de Kaunas, Nikolaï Klingenberg, qui envoya sur place une force de police et des Cosaques. Ils envahirent l'église et en chassèrent brutalement les occupants, qui furent poussés dans la rivière Kražantė, où six d'entre eux se noyèrent. Un certain nombre de catholiques furent ensuite fouettés en public et environ 70 traduits en justice. Ces événements favorisèrent le développement de la conscience nationale lituanienne, le rejet de la domination russe par le peuple et furent exploitées avec succès par la propagande anti-russe et anti-tsariste.
Dans la République de Lituanie d'avant la Seconde Guerre mondiale, Kražiai était le chef-lieu comté de Raseiniai. 
Avant la Seconde Guerre mondiale, la ville comptait une importante communauté juive. Celle-ci fut exterminée lors de différentes exécutions de masse perpétrées par un Einsatzgruppen d'allemands et de nationalistes lituaniens. Ainsi, en août 1941, 70 à 80 enfants de la ville sont assassinés à la périphérie de la ville à Medžiokalnis. 300 Juifs seront eux assassinés dans la forêt voisine de Kuprė.
Après la guerre, l'administration soviétique la rattacha au raïon de Kelme.

## Population
La population de Kražiai s'élevait à 1 761 habitants au recensement de 1897. Après avoir atteint  2 000 habitants en 1939, elle n'était plus que de 998 habitants en 1959. et de 784 en 2001.